# Grand Prix Formule 1 van Groot-Brittannië 1978
De Grand Prix Formule 1 van Groot-Brittannië 1978 werd gehouden op 16 juli 1978 op Brands Hatch.

## Uitslag
| Positie | Nummer | Rijder                | Team               | Ronden | Tijd/Opgave     | Startplaats | Punten |
| ------- | ------ | --------------------- | ------------------ | ------ | --------------- | ----------- | ------ |
| 1       | 11     | Carlos Reutemann      | Ferrari            | 76     | 1:42:12.39      | 8           | 9      |
| 2       | 1      | Niki Lauda            | Brabham-Alfa Romeo | 76     | +1.23           | 4           | 6      |
| 3       | 2      | John Watson           | Brabham-Alfa Romeo | 76     | +37.25          | 9           | 4      |
| 4       | 4      | Patrick Depailler     | Tyrrell-Ford       | 76     | +1:13.27        | 10          | 3      |
| 5       | 16     | Hans-Joachim Stuck    | Shadow-Ford        | 75     | +1 ronde        | 18          | 2      |
| 6       | 8      | Patrick Tambay        | McLaren-Ford       | 75     | +1 ronde        | 20          | 1      |
| 7       | 33     | Bruno Giacomelli      | McLaren-Ford       | 75     | +1 ronde        | 16          |        |
| 8       | 30     | Brett Lunger          | McLaren-Ford       | 75     | +1 ronde        | 24          |        |
| 9       | 19     | Vittorio Brambilla    | Surtees-Ford       | 75     | +1 ronde        | 25          |        |
| 10      | 26     | Jacques Laffite       | Ligier-Matra       | 73     | +3 rondes       | 7           |        |
| NC      | 9      | Jochen Mass           | ATS-Ford           | 65     | +11 rondes      | 26          |        |
| NF      | 10     | Keke Rosberg          | ATS-Ford           | 59     | Ophanging       | 22          |        |
| NF      | 17     | Clay Regazzoni        | Shadow-Ford        | 49     | Versnellingsbak | 17          |        |
| NF      | 15     | Jean-Pierre Jabouille | Renault            | 46     | Turbo           | 12          |        |
| NF      | 35     | Riccardo Patrese      | Arrows-Ford        | 40     | Ophanging       | 5           |        |
| NF      | 3      | Didier Pironi         | Tyrrell-Ford       | 40     | Versnellingsbak | 19          |        |
| NF      | 20     | Jody Scheckter        | Wolf-Ford          | 36     | Versnellingsbak | 3           |        |
| NF      | 14     | Emerson Fittipaldi    | Fittpaldi-Ford     | 32     | Motor           | 11          |        |
| NF      | 37     | Arturo Merzario       | Merzario-Ford      | 32     | Benzinesysteem  | 23          |        |
| NF      | 22     | Derek Daly            | Ensign-Ford        | 30     | Wiel            | 15          |        |
| NF      | 5      | Mario Andretti        | Lotus-Ford         | 28     | Motor           | 2           |        |
| NF      | 27     | Alan Jones            | Williams-Ford      | 26     | Transmissie     | 6           |        |
| NF      | 12     | Gilles Villeneuve     | Ferrari            | 19     | Transmissie     | 13          |        |
| NF      | 25     | Héctor Rebaque        | Lotus-Ford         | 15     | Versnellingsbak | 21          |        |
| NF      | 7      | James Hunt            | McLaren-Ford       | 7      | Ongeluk         | 14          |        |
| NF      | 6      | Ronnie Peterson       | Lotus-Ford         | 6      | Benzinesysteem  | 1           |        |
| NQ      | 18     | Rupert Keegan         | Surtees-Ford       |        |                 |             |        |
| NQ      | 36     | Rolf Stommelen        | Arrows-Ford        |        |                 |             |        |
| NQ      | 23     | Geoff Lees            | Ensign-Ford        |        |                 |             |        |
| NQ      | 40     | Tony Trimmer          | McLaren-Ford       |        |                 |             |        |

## Statistieken
| Pole-position | Ronnie Peterson | Lotus-Ford         | 1:16.80 |
| Snelste ronde | Niki Lauda      | Brabham-Alfa Romeo | 1:18.60 |

## Noot
- Dit was het debuut van de Britse coureur Geoff Lees.
- Vijfde Grand Prix-start voor een Finse coureur.
- Vijftigste podiumplaats voor een Oostenrijkse coureur.

1926 · 1927 · 1948 · 1949 · 1950 · 1951 · 1952 · 1953 · 1954 · 1955 · 1956 · 1957 · 1958 · 1959 · 1960 · 1961 · 1962 · 1963 · 1964 · 1965 · 1966 · 1967 · 1968 · 1969 · 1970 · 1971 · 1972 · 1973 · 1974 · 1975 · 1976 · 1977 · 1978 · 1979 · 1980 · 1981 · 1982 · 1983 · 1984 · 1985 · 1986 · 1987 · 1988 · 1989 · 1990 · 1991 · 1992 · 1993 · 1994 · 1995 · 1996 · 1997 · 1998 · 1999 · 2000 · 2001 · 2002 · 2003 · 2004 · 2005 · 2006 · 2007 · 2008 · 2009 · 2010 · 2011 · 2012 · 2013 · 2014 · 2015 · 2016 · 2017 · 2018 · 2019 · 2020 · 2021 · 2022 · 2023 · 2024 · 2025 · 2026 · 2027 · 2028 · 2029 · 2030 · 2031 · 2032 · 2033 · 2034